# Hemiteles antarcticus
Hemiteles antarcticus är en stekelart som beskrevs av Tosquinet 1900. Hemiteles antarcticus ingår i släktet Hemiteles och familjen brokparasitsteklar. Inga underarter finns listade i Catalogue of Life.